# Susanna Cutini
Susanna Cutini (Arezzo, 1962) è una giornalista, esperta di tradizioni gastronomiche, ricercatrice delle ricette che rappresentano l'identità popolare italiana.
È anche docente presso l'Università telematica San Raffaele di Roma .

## Pubblicazioni
Autrice di saggi sulle ricette tradizionali e storiche e per la collana "Tacuinum" edita da Ali&no editrice 
- 2011 - De' Hostarie - il cibo dei viandanti nella storia
- 2010 - Tacuinum Bizantino - itinerario gastronomico nel Mediterraneo Orientale
- 2009 - De'Eccellentissimi - gusti e ricette dei personaggi illustri della storia
- 2008 - SPQR a tavola con gli imperatori
- 2007 - De' Afrodisiaci - le ricette della seduzione
- 2006 - Tamplari e la dieta dei monaci guerrieri
- 2005 - Geni del Rinascimento a tavola
- 2004 - Archeologia gastronomica Etrusca
- 2003 - Itinerario italiano d'enogastronomia Medioevale
- 2002 - Tartufo diamante della cucina

## Collaborazioni Televisive e Radiofoniche
- RAI1 ed. 2011-2012 esperta di storia delle tradizioni alimentari nel programma Occhio alla Spesa
- SKY Italia ed. 2011 conduttrice ed autrice di "Bengodi" programma dedicato al consumo alimentare consapevole
- RADIORAI 1 ed. 2008/9 curatrice nella "Notte di Radio 1" della rubrica del lunedì di recensione di libri d'enogastronomia
- Sky/ALICE ed. 2006/7 inviata esterna di “A tavola con la storia” programma tv dedicato alla conoscenza di tradizioni e prodotti alimentari
- Mediaset/RETE4 ed. 2004/5 esperta di storia della cucina mediterranea a “Fornelli in Crociera”